# Srbská SuperLiga
Srbská SuperLiga (srbsky Суперлига Србије, Superliga Srbije) je nejvyšší srbská fotbalová ligová soutěž pořádaná od roku 2006 po rozpadu soustátí Srbsko a Černá Hora. V soutěži hraje 16 klubů, na konci sezóny poslední dva sestupují do nižší soutěže, srbské první divize.

## Nejvíce sezon v lize
Jedná se o kompletní seznam klubů, které se zúčastnilo od ročníku 2006/07 až do sezóny 2025/26 (tučně označené).
- 20 sezon: Crvena zvezda, Partizan, Vojvodina
- 17 sezon: Čukarički, Spartak Subotica
- 15 sezon: Napredak Kruševac
- 14 sezon: Javor Ivanjica, Radnički Niš
- 13 sezon: Mladost Lučani
- 12 sezon: Novi Pazar, OFK Bělehrad, Rad Bělehrad, Voždovac
- 10 sezon: Borac Čačak, Radnik Surdulica
- 9 sezon: Radnički Kragujevac
- 8 sezon: Jagodina
- 7 sezon: Hajduk Kula, Metalac, Bačka Topola
- 6 sezon: Smederevo
- 4 sezon: Bačka, BSK Borča, Mačva Šabac, Proleter Novi Sad, Sloboda Užice
- 3 sezon: Banat Zrenjanin, Donji Srem, IMT Bělehrad, Inđija, Železničar Pančevo, Zemun
- 2 sezon: Bežanija, Kolubara
- 1 sezon: Dinamo Vranje, Jedinstvo Ub, Mladi Radnik, Mladost Apatin, Mladost Novi Sad, Tekstilac Odžaci, Zlatibor Čajetina,

## Mistři
- 2006/07:  Crvena zvezda (1. titul)
- 2007/08:  Partizan (1)
- 2008/09:  Partizan (2)
- 2009/10:  Partizan (3)
- 2010/11:  Partizan (4)
- 2011/12:  Partizan (5)
- 2012/13:  Partizan (6)
- 2013/14:  Crvena zvezda (2)
- 2014/15:  Partizan (7)
- 2015/16:  Crvena zvezda (3)
- 2016/17:  Partizan (8)
- 2017/18:  Crvena zvezda (4)
- 2018/19:  Crvena zvezda (5)
- 2019/20:  Crvena zvezda (6)
- 2020/21:  Crvena zvezda (7)
- 2021/22:  Crvena zvezda (8)
- 2022/23:  Crvena zvezda (9)
- 2023/24:  Crvena zvezda (10)
- 2024/25:  Crvena zvezda (11)